# Trichosurus vulpecula
Il tricosuro volpino (Trichosurus vulpecula Kerr, 1792, dal greco «coda pelosa» e dal latino «piccola volpe»; classificato in passato nel genere Phalangista) è un marsupiale notturno e semi-arboricolo della famiglia dei Falangeridi originario dell'Australia. È il possum australiano di maggiori dimensioni.
Come la maggior parte dei Falangeridi, il tricosuro volpino è un animale notturno. È prevalentemente folivoro, ma si nutre anche di piccoli mammiferi, come i ratti. In gran parte dell'Australia le foglie di eucalipto costituiscono una parte significativa della sua dieta, ma si nutre solo di queste raramente. Ha una coda prensile e priva di pelo nella sua parte inferiore terminale. Presenta quattro variazioni cromatiche: grigio-argenteo, marrone, nero e color oro.
È il marsupiale australiano che viene avvistato più di frequente dagli abitanti delle città, dal momento che è uno dei pochi ad essersi stabiliti anche in aree urbane, oltre che in una vasta gamma di ambienti naturali e antropizzati. Nei pressi delle abitazioni umane i tricosuri divengono più opportunisti e intraprendenti: spogliano gli alberi da frutto e gli orti e, talvolta, compiono anche irruzioni nelle cucine.
In Nuova Zelanda, dove è stato introdotto nel XIX secolo, è divenuto una vera e propria calamità per i raccolti e le specie vegetali endemiche.
Esperti dello IUCN hanno inserito la specie nell'elenco delle 100 tra le specie esotiche invasive più dannose al mondo.

## Descrizione

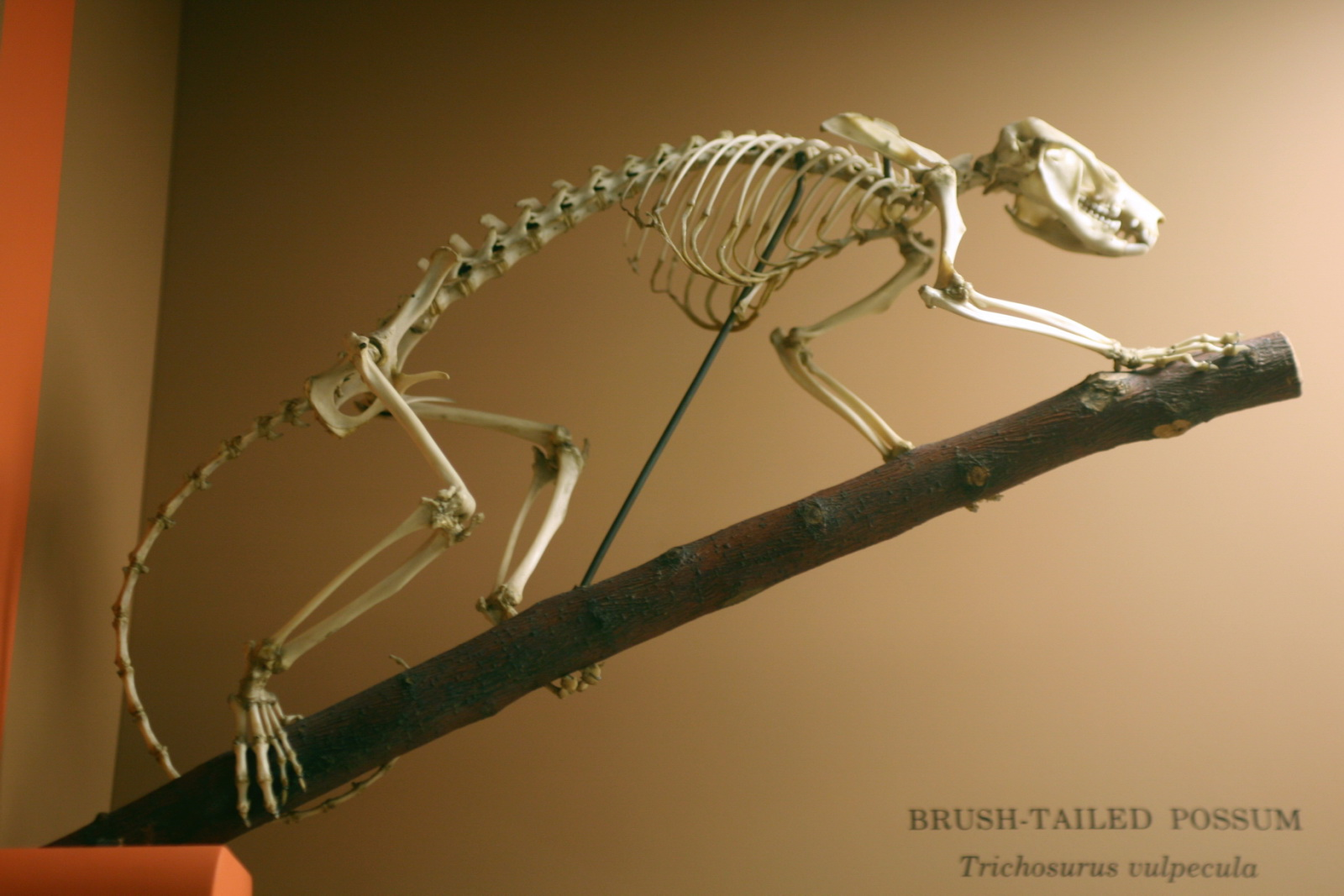
Scheletro di tricosuro volpino.

Il tricosuro volpino ha orecchie grandi e appuntite. È dotato di una coda folta e prensile all'estremità, grazie alla quale è in grado di tenersi aggrappato ai rami, con una zona priva di pelo sul lato ventrale. Le zampe anteriori sono munite di artigli robusti, mentre le prime dita delle zampe posteriori sono prive di unghie, ma sono opponibili. Il tricosuro si pulisce il pelo lisciandoselo con il terzo e quarto dito, fusi insieme. Ha un manto folto e lanoso che varia nella colorazione a seconda della sottospecie. Esso tende a essere grigio-argenteo, marrone, nero, rosso o color crema. Le regioni ventrali hanno generalmente una colorazione più chiara e la coda è solitamente marrone o nera. Sul muso sono presenti delle macchie scure. Il tricosuro volpino ha una lunghezza testa-corpo di 32–58 cm e una coda di 24–40 cm. Pesa 1,2-4,5 kg. I maschi sono generalmente più grandi delle femmine. Inoltre, il loro mantello tende ad assumere toni rossastri sulla regione scapolare. Come quasi tutti i marsupiali, le femmine possiedono un marsupio ben sviluppato, aperto sul davanti. Sul petto è presente una ghiandola odorifera che secerne una secrezione rossastra che macchia il pelo circostante. Tale secrezione viene impiegata per marcare il territorio.

## Distribuzione e habitat

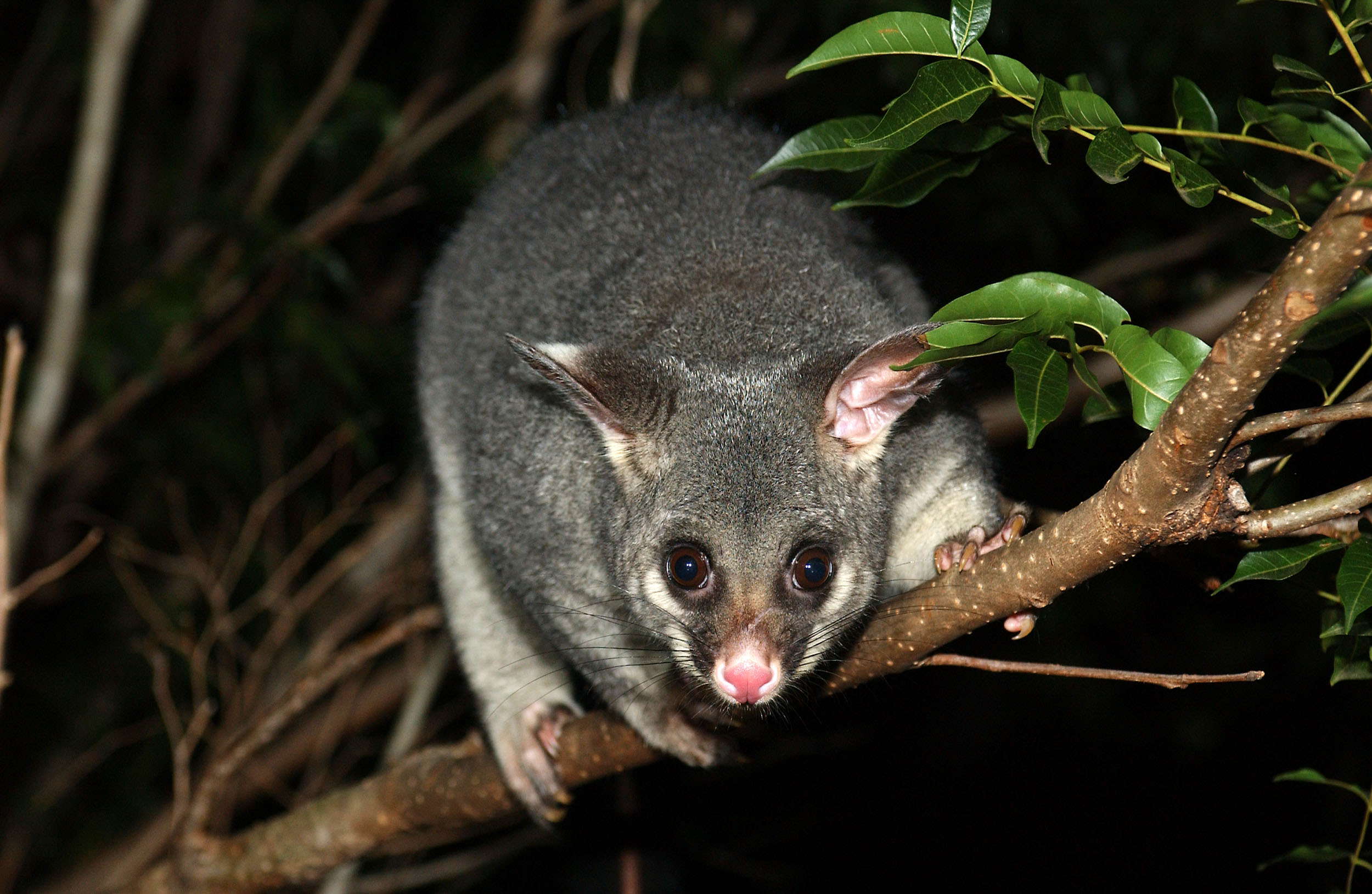
Tricosuro volpino su un albero.

Il tricosuro volpino è forse il mammifero australiano più numeroso. È presente in tutte le regioni orientali e settentrionali del continente, nonché in alcune zone occidentali, in Tasmania e su alcune isole al largo, come l'isola dei Canguri e l'isola di Barrow. È inoltre diffuso anche in gran parte della Nuova Zelanda, dove è stato introdotto nel 1840. Occupa una vasta gamma di habitat, come foreste, zone semiaride e perfino aree agricole o urbane. Predilige le zone alberate, ma è presente anche in quelle dove gli alberi mancano del tutto. In Nuova Zelanda i tricosuri prediligono le foreste miste di podocarpi e latifoglie nei pressi dei pascoli. Nelle foreste di faggi australi e nelle piantagioni di pini sono molto meno comuni. Tuttavia, la densità dei tricosuri in Nuova Zelanda è maggiore che nella nativa Australia, poiché in quest'ultimo Paese le foreste di eucalipto sono più frammentate e vi è un numero maggiore di predatori. In Australia, infatti, i tricosuri cadono vittima di esseri umani, quoll tigre, cani, volpi, gatti, varani, pitoni tappeto e di alcuni rapaci notturni, mentre in Nuova Zelanda la loro sopravvivenza è minacciata solo da esseri umani e gatti.

## Biologia

### Alimentazione

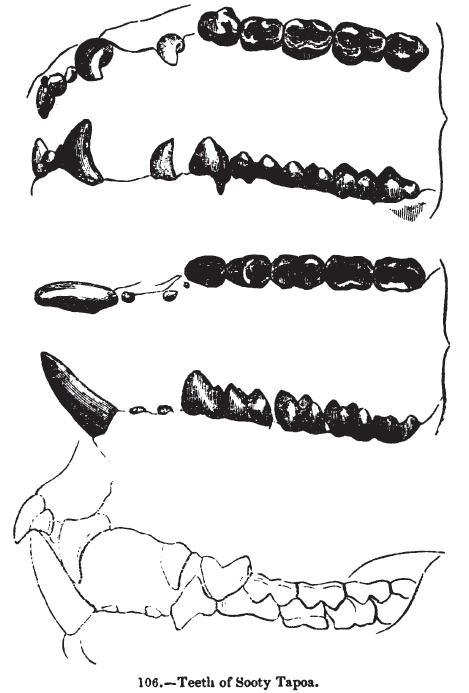
Dentatura di tricosuro volpino.

Il tricosuro volpino è in grado di adattarsi a numerosi tipi di vegetazione. Predilige le foglie di Eucalyptus, ma si nutre anche di fiori, germogli, frutta e semi. Talvolta consuma anche sostanze di origine animale, come insetti, uova di uccello e piccoli vertebrati. I tricosuri volpini possono consumare tre o quattro tipi diversi di piante nel corso di un unico giro di foraggiamento, diversamente da altri marsupiali arboricoli, come il koala e il petauro maggiore, che focalizzano la loro attenzione su un'unica specie. I molari arrotondati del tricosuro non riescono a sminuzzare le foglie di Eucalyptus tanto efficacemente come quelli di altri animali più specializzati: sono infatti più adatti a frantumare il cibo, capacità che permette loro di masticare frutta o erbe in modo più efficace. Il cieco dei tricosuri è privo di scanalature interne e non è in grado di separare efficacemente particelle grossolane e fini come quello di altri marsupiali arboricoli. Per ricavare azoto sufficiente il tricosuro non può fare affidamento solo sulle piante di Eucalyptus. La sua dieta variata, tuttavia, provvede il suo organismo dell'azoto necessario.

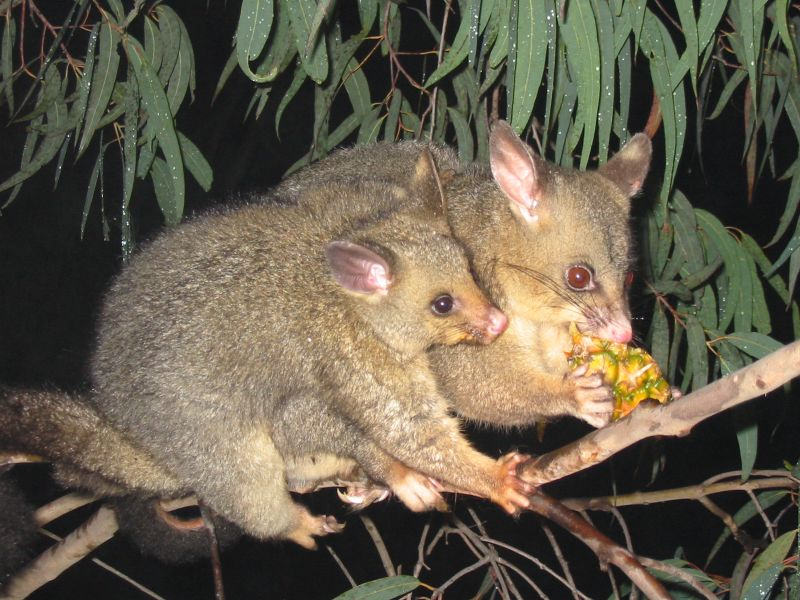
Tricosuri che mangiano.

### Comportamento

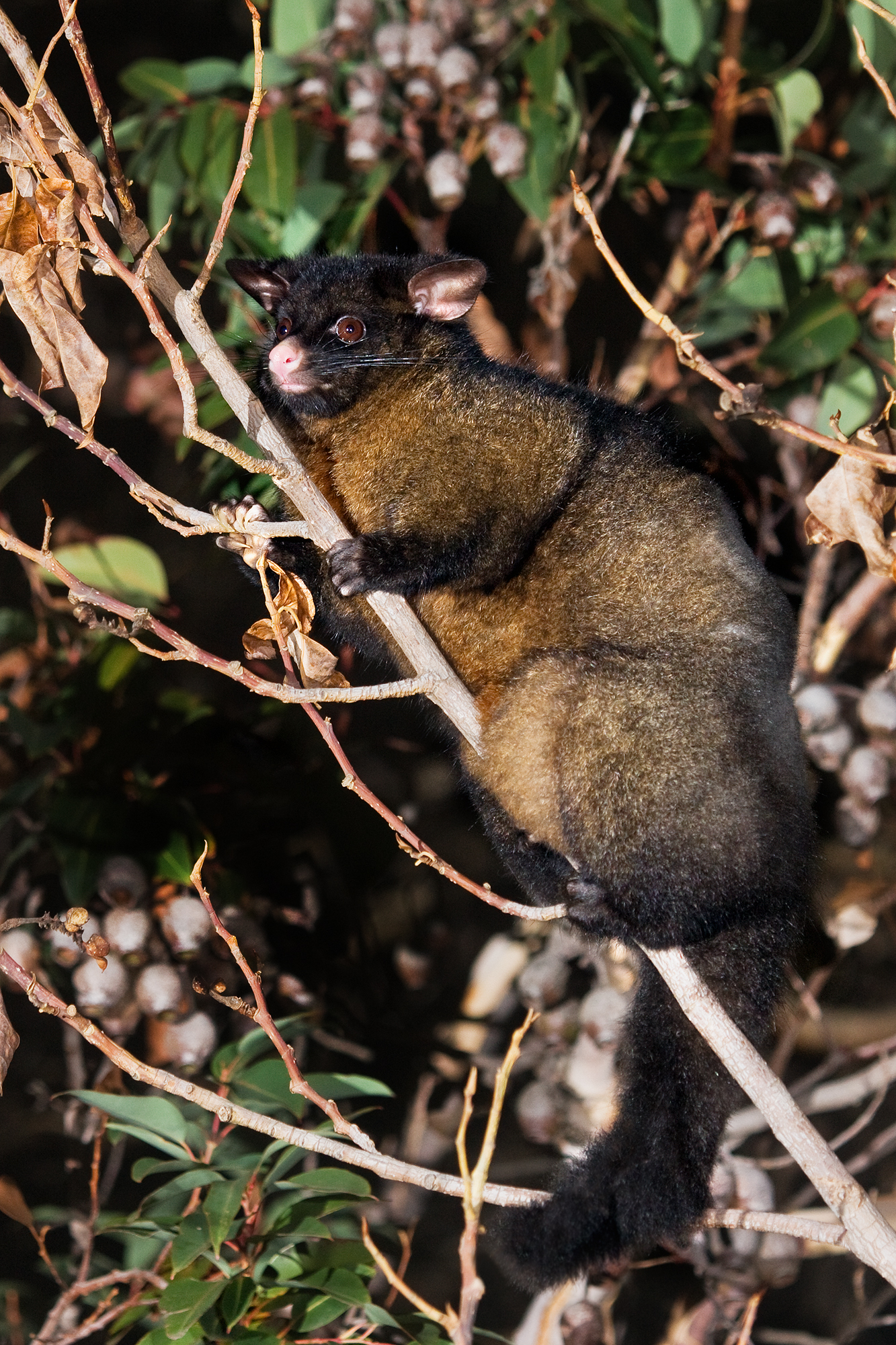
Tricosuro volpino (forma bruna).

Il tricosuro volpino ha abitudini perlopiù arboricole e notturne. Conduce quasi sempre una vita solitaria, e i vari individui si mantengono a distanza tramite marcature odorose (urina) e vocalizzazioni. Generalmente costruiscono la loro tana in formazioni naturali quali cavità degli alberi e caverne, ma possono eleggere a propria dimora anche i sottotetti delle abitazioni. Sebbene talvolta più individui condividano un'unica tana, generalmente dormono in tane separate. Gli esemplari della Nuova Zelanda utilizzano un nuomero maggiore di tane di quelli che vivono in Australia. I tricosuri competono tra loro e con altri animali per le tane, e durante questi scontri possono anche trovare la morte. Questo è probabilmente un altro dei motivi per il quale la densità di questi animali è più bassa in Australia che in Nuova Zelanda. Comunque, i tricosuri quasi sempre non mostrano aggressività nei confronti dei loro simili e generalmente si limitano a rimanere immobili con le orecchie erette. I tricosuri volpini emettono schiocchi, grugniti, sibili, richiami di allarme, suoni gutturali e strida.

### Riproduzione

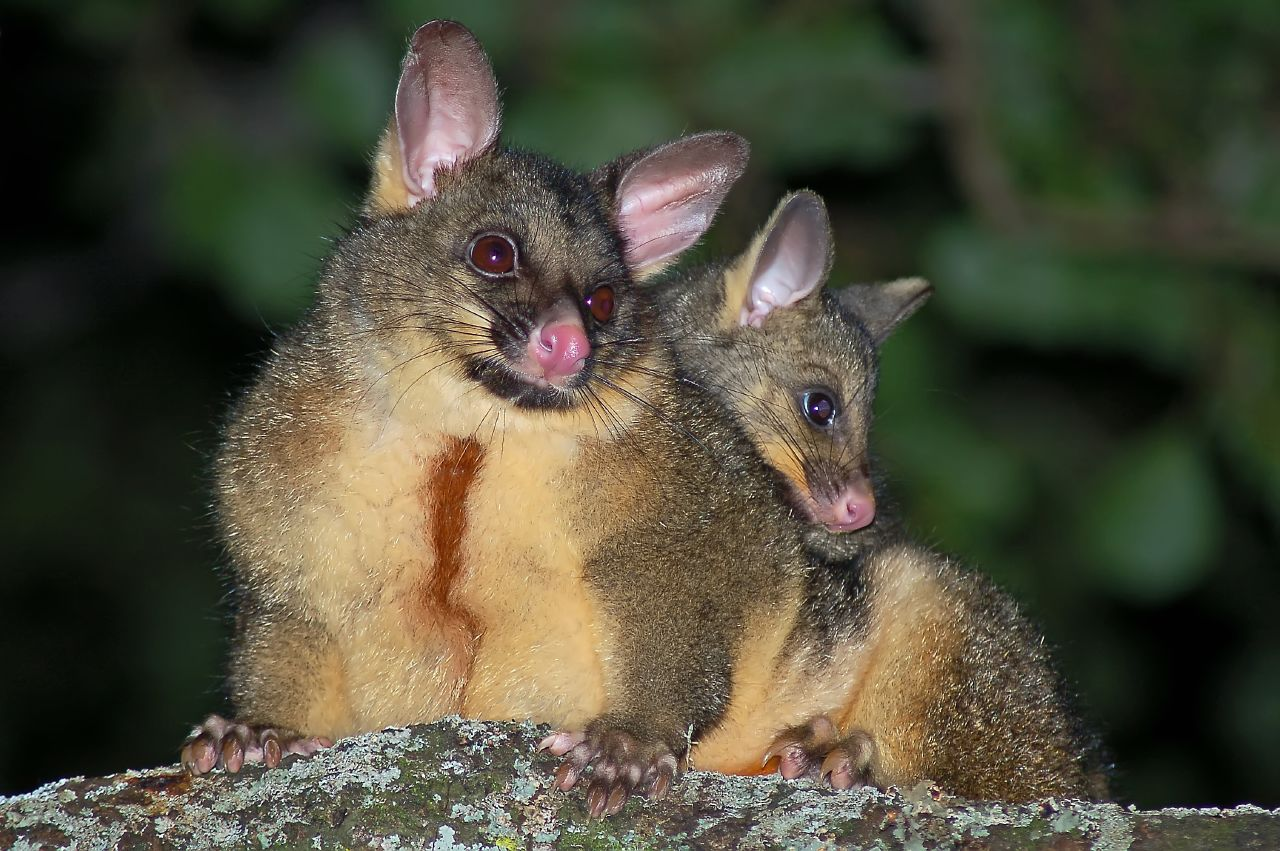
Tricosuro col piccolo.

Il tricosuro volpino può riprodursi in ogni periodo dell'anno, ma in alcune aree la maggior parte delle nascite avviene in primavera, da settembre a novembre, e in autunno, da marzo a maggio. Gli accoppiamenti sono promiscui e casuali; alcuni maschi possono accoppiarsi più volte nella stessa stagione mentre molti altri possono non accoppiarsi affatto. In una popolazione del Queensland sembra che i maschi trascorrano un mese in compagnia delle femmine prima di accoppiarsi con loro. Dopo un periodo di gestazione di 16-18 giorni le femmine danno alla luce un unico piccolo. Alla nascita i neonati sono lunghi solo 1,5 cm e pesano appena 2 g. Essi, come quelli della maggior parte dei marsupiali, sono in grado di arrampicarsi senza alcun aiuto lungo il manto della femmina per raggiungere il marsupio e attaccarsi al capezzolo. Si sviluppano e rimangono dentro al marsupio per altri quattro o cinque mesi. Quando sono più cresciuti, vengono lasciati nella tana o trasportati in giro sul dorso dalla madre fino all'età di sette-nove mesi. Le femmine raggiungono la maturità sessuale all'età di un anno, mentre i maschi non sono in grado di accoppiarsi prima del termine del loro secondo anno. Le giovani femmine presentano un tasso inferiore di mortalità rispetto ai giovani maschi, poiché si stabiliscono in territori vicini a quelli materni, mentre i secondi devono spostarsi parecchio prima di trovare un nuovo territorio in cui stabilirsi, attraversando territori già occupati dai quali vengono scacciati con la forza dai proprietari. Nella regione di Orongorongo le giovani femmine continuano a rimanere con la madre anche dopo essere state svezzate, e alcune tornano anche a riposare nelle tane natie. In altre zone, comunque, madri e figlie competono tra loro per le tane, e queste ultime vengono in genere allontanate dalla tana della madre. Nelle foreste dove i ripari scarseggiano, le femmine danno alla luce un numero maggiore di piccoli, che non competono direttamente tra loro per le tane, mentre nelle foreste ricche di ripari le giovani femmine sono più numerose. I tricosuri volpini possono vivere, in natura, fino a 13 anni.

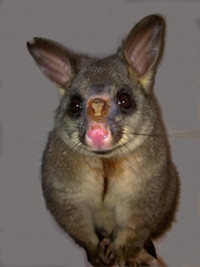
Tricosuro volpino colpito da dermatite essudativa, condizione spesso dovuta allo stress associato all'affollamento, in particolare nei giovani maschi che cercano di stabilirsi in un proprio territorio.

## Tassonomia
Sono state riconosciute tre sottospecie:
- T. v. vulpecula Kerr, 1792: Australia (Queensland orientale, Nuovo Galles del Sud orientale, Victoria, Tasmania, Australia Meridionale sud-orientale e settentrionale e Australia Occidentale sud-occidentale) e Nuova Zelanda (introdotto dall'uomo);
- T. v. arnhemensis Collett, 1897: Territorio del Nord settentrionale, Australia Occidentale nord-orientale e isola di Barrow;
- T. v. johnstonii Ramsay, 1888: foreste pluviali del Queensland nord-orientale.

## Conservazione

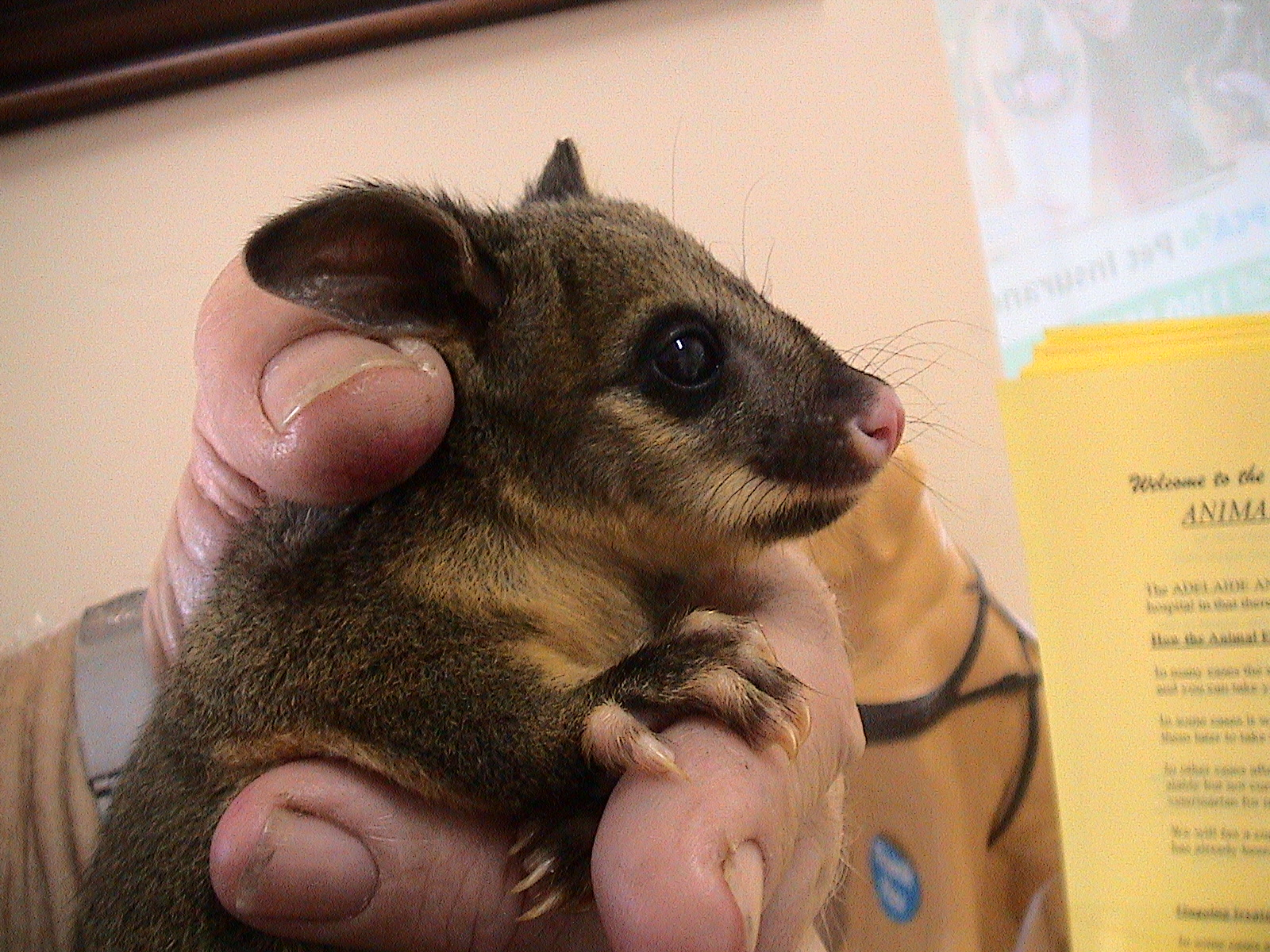
Piccolo tricosuro abbandonato dalla madre accudito in un Centro di Recupero di Adelaide (Australia Meridionale).

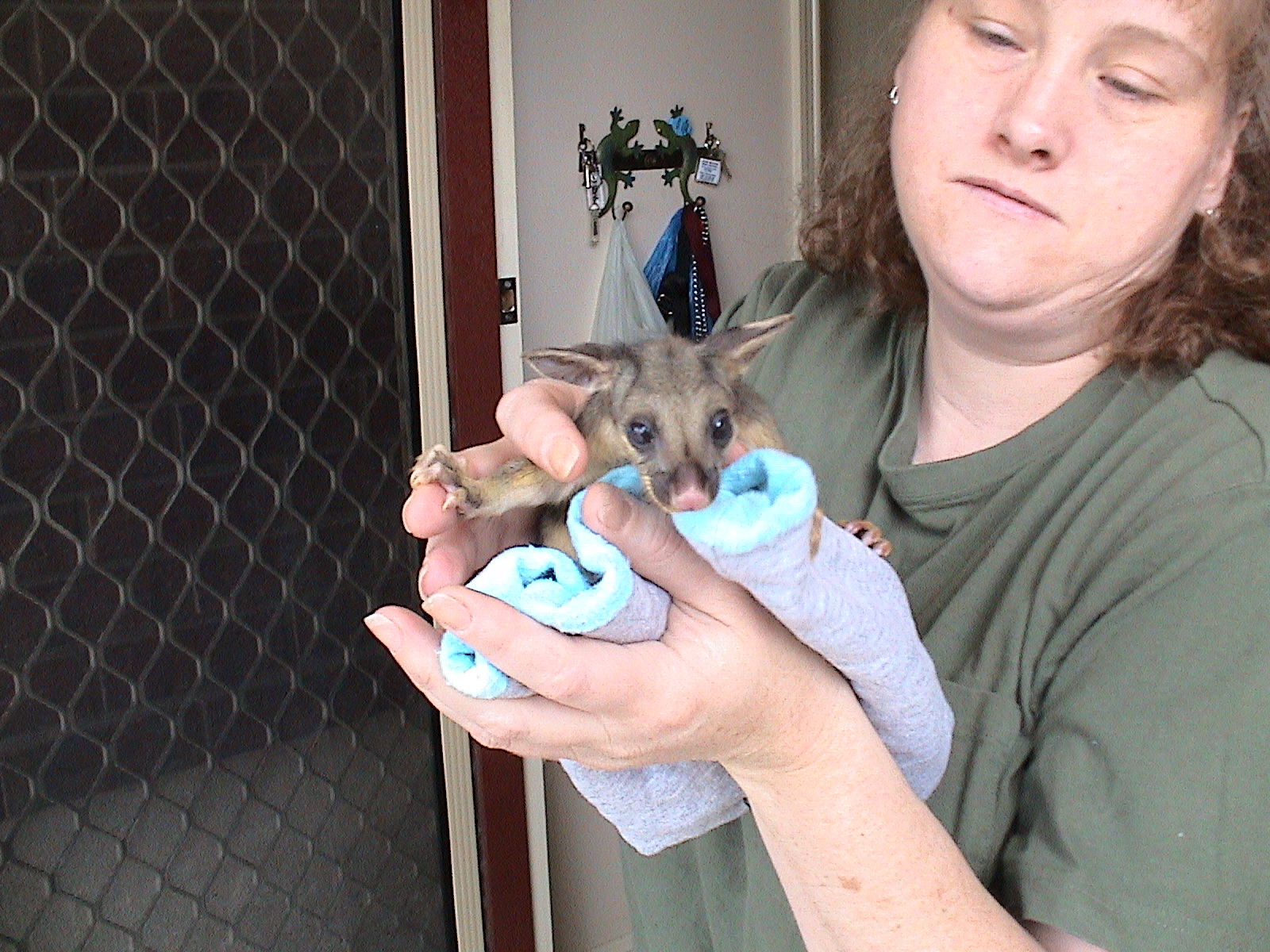
Piccolo tricosuro con una volontaria del Centro di Recupero di Adelaide.

Il tricosuro volpino è considerato un animale nocivo in alcune aree, poiché causa danni alle piantagioni di pini, alle foreste in rigenerazione, ai fiori, agli alberi da frutto e agli edifici.

### Australia
In passato la pelliccia di tricosuro era considerata di grande valore e per questo motivo ogni anno venivano abbattuti molti esemplari. Sebbene sia stato cacciato intensamente in tutta l'Australia, oggi il tricosuro volpino è protetto in tutti gli Stati continentali, mentre è protetto solo in parte in Tasmania, dove ne è permessa l'uccisione durante la stagione di caccia annuale. Inoltre, sempre in Tasmania, il Governo consente ai proprietari terrieri di abbattere gli esemplari che danneggiano le loro proprietà.
Mentre in alcune regioni il numero di esemplari è in diminuzione a causa della distruzione dell'habitat, le numerose popolazioni stabilitesi nelle città indicano che questa specie si adatta benissimo alla presenza dell'uomo. Negli Stati continentali è consentita la cattura con trappole degli esemplari che si stabiliscono all'interno delle abitazioni (ad esempio nei tetti), ma i tricosuri catturati devono essere rilasciati dopo il tramonto entro 24 ore dalla cattura, a non più di 50 m dal luogo dove sono stati presi. In alcuni Stati, ad esempio nel Victoria, gli esemplari catturati possono essere portati dai veterinari per essere soppressi tramite eutanasia. Nell'Australia Meridionale i tricosuri godono di protezione totale e i proprietari devono ottenere un apposito permesso per catturare gli esemplari penetrati nelle loro abitazioni o per allevare o soccorrere tricosuri e altri animali selvatici malati o feriti.

### Nuova Zelanda
In Nuova Zelanda, dove la specie è stata introdotta dall'uomo, non vi sono restrizioni alle catture, ma il numero di esemplari sembra essere stabile nonostante le migliaia di individui abbattuti ogni anno. Inoltre, in Nuova Zelanda (ma non in Australia, dove la malattia è stata da tempo eradicata) i tricosuri possono trasmettere la tubercolosi bovina, altamente contagiosa. Il Dipartimento per la Conservazione tiene sotto controllo il numero di esemplari in molte aree tramite il rilascio aereo di esche trattate con il letale 1080 (fluoroacetato di sodio).